# Lokomotivfabrik Luhansk

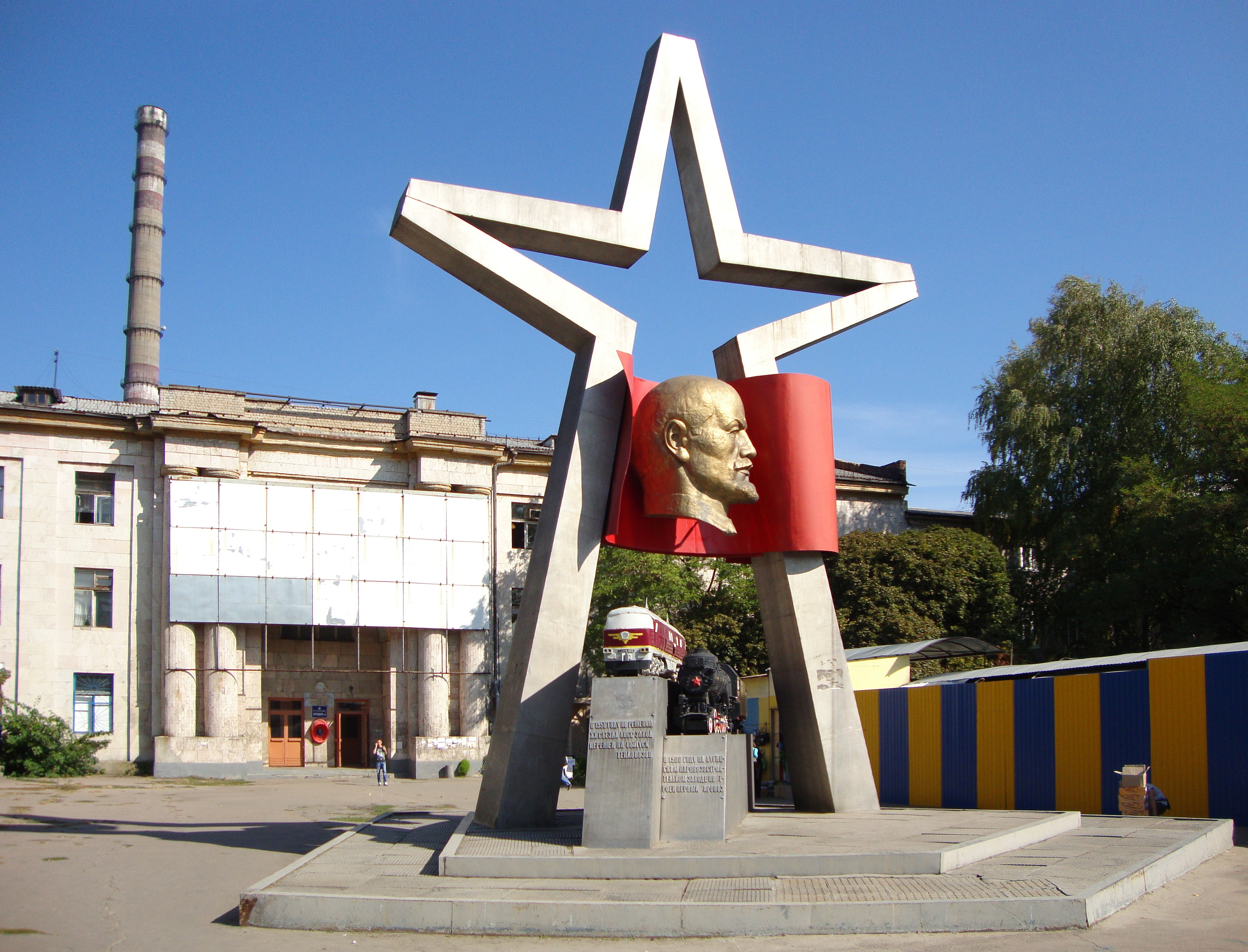
Werkseingang (2012)

Die Lokomotivfabrik Luhansk (ukrainisch Луганський тепловозобудівний завод (ЛТЗ), deutsche Transliteration Luhanskyj Teplowosobudiwnyj Sawod (LTS), auf Deutsch Luhansker Diesellokomotivfabrik) war die größte Lokomotivfabrik Europas. Das Werk liegt in Luhansk in der Ukraine und belieferte am Schluss hauptsächlich die GUS-Länder mit Diesellokomotiven für den Güterverkehr.
Während der Umbenennung von Luhansk in Woroschilowgrad (1935 bis 1958 und von 1970 bis 1992) hieß das Werk der Stadt entsprechend Lokomotivfabrik Woroschilowgrad (ukrainisch Ворошиловградский тепловозобудівний завод (ВТЗ), deutsche Transliteration Woroschilowgradskyj Teplowosobudiwnyj Sawod (WTS), auf Deutsch Woroschilowgrader Diesellokomotivfabrik).
Seit 1995 heißt das Werk Luhanskteplowos (ukrainisch Лугансктепловоз, deutsch wörtlich: Luhansk-Diesellokomotive).

## Geschichte

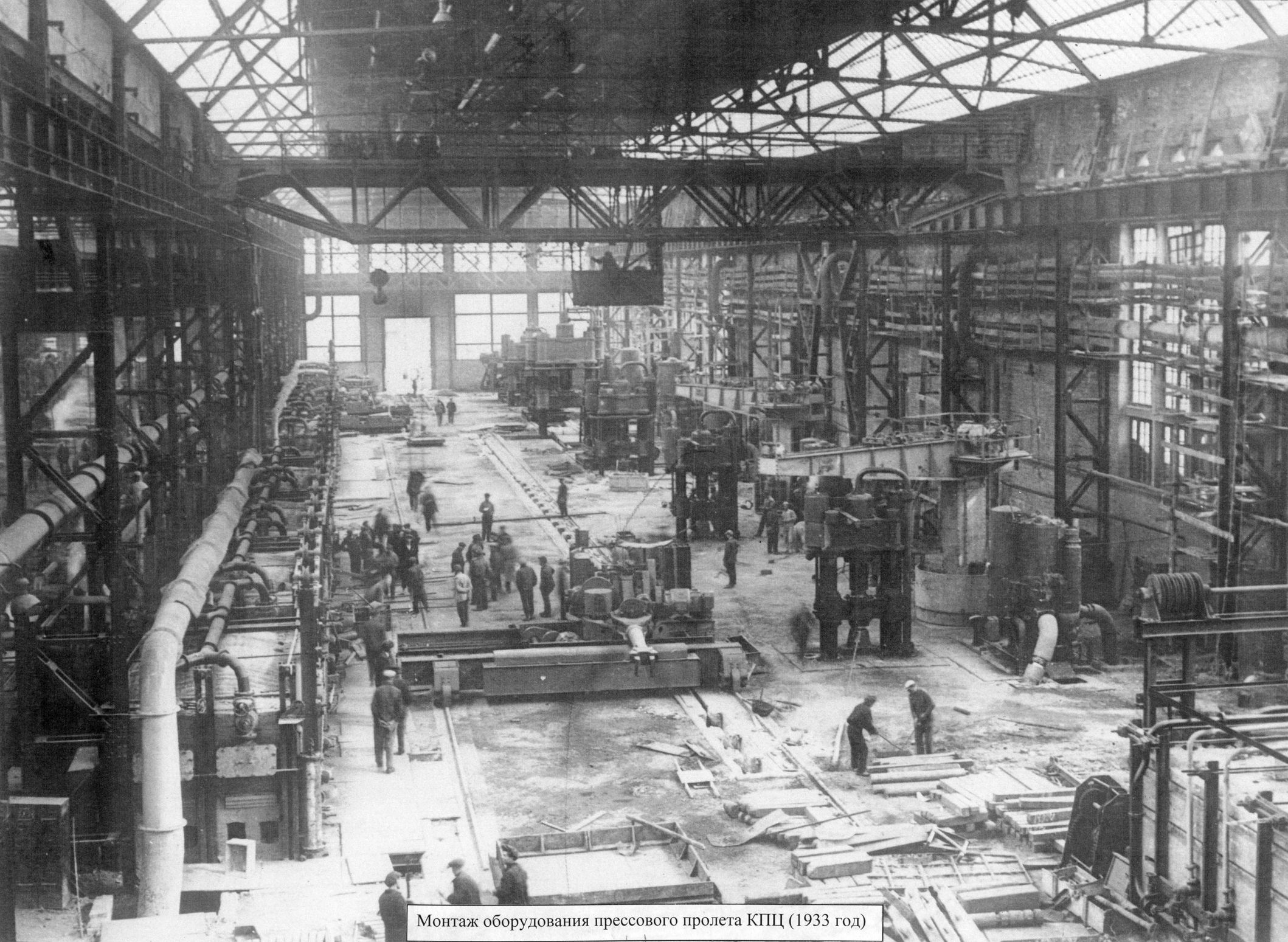
Eine Montagehalle im Jahr 1933

Der Unternehmer Gustav Hartmann, Sohn von Richard Hartmann, gründete 1895 in St. Petersburg die Russische Gesellschaft der Hartmannschen Maschinenbauwerke, die im damals russischen Lugansk ab 1896 das Dampflokomotivenwerk der Russischen Gesellschaft der Hartmannschen Maschinenbauwerke in Lugansk erbauen ließ. Die erste Dampflokomotive, eine Baureihe Од, verließ im Jahr 1900 die Werkshalle. Schon bald begann man, mit den Lokomotivfabriken in Brjansk und St. Petersburg (Putilow) zu konkurrieren. Die Lokomotiven des Unternehmens wurden im gesamten Eisenbahnnetz des Russischen Kaiserreiches eingesetzt. Hergestellt wurden Lokomotiven der Baureihen Ов, З, Б und ab 1912 die erste fünffach gekuppelte russische Dampflokomotive der Baureihe Э. Allein von letzterer entstanden bis 1917 in Lugansk über 500 Stück. Bis zum Beginn des Ersten Weltkrieges wurden mehr als 1 500 Lokomotiven gefertigt, daneben stellte das Werk auch Dampfkessel, Konstruktionselemente für Brücken, Rohre, Reservoirs und Zisternen für Wasser, Alkohol und Kerosin sowie chemische Ausrüstung her. Zum Unternehmen gehörten Ziegeleien, Kohlebergwerke und eine Stahlhütte in Lugansk. Erster Direktor der Lugansker Werkes war von 1896 bis 1902 Ja. I. Anderson (Я. И. Андерсон). Ihm folgte von 1902 bis 1904 G. W. Treck, ein Verwandter Hartmanns, und ab 1904 der von den Putilow-Werken kommende Ingenieur K. K. Chrschanowski (К. К. Хржановский), der das Werk bis  1918 leitete.
1918 wurde das Werk verstaatlicht und der Name in Lokomotivfabrik Oktoberrevolution geändert. Zwischen 1928 und 1933 wurde die Fabrik modernisiert und erweitert. In den 1930er Jahren waren die 1'E1'-Güterzuglokomotiven des Typs FD und die Personenzuglokomotiven des Typs IS die wichtigsten Produkte. Zu dieser Zeit wurde das Unternehmen zur größten Lokfabrik in Europa. Während des Zweiten Weltkrieges musste die Produktion verlagert werden, und erst 1943 konnte am alten Standort mit dem Wiederaufbau begonnen werden. Die erste Lok wurde im Oktober 1945 fertiggestellt. Insgesamt wurden bis 1956 über 12.000 Dampflokomotiven hergestellt. In den 1950er Jahren begann die Umstellung der Produktion auf Diesellokomotiven sowie die Einführung von mechanisierten Fertigungsstraßen.

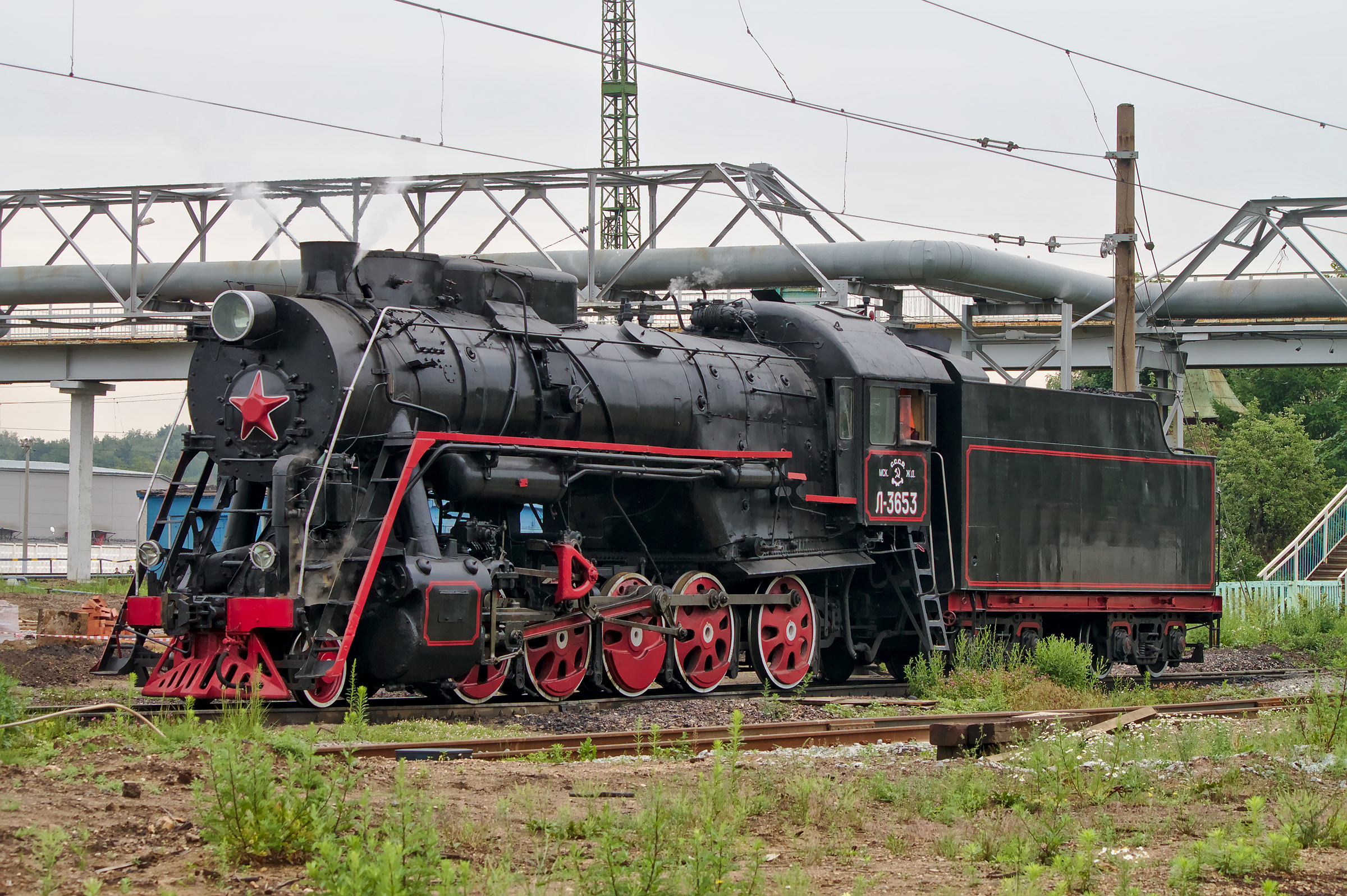
Ab 1950 wurde ein Großteil der Dampflokomotiven der Baureihe Л, die meistgebaute der Sowjetischen Eisenbahnen, in Luhansk gefertigt.

1956 wurden mit der SŽD-Baureihe ТЭ3 die ersten dieselelektrischen Lokomotiven der Lokfabrik fertiggestellt. Ende der 1950er Jahre wurde eine Reihe von dieselhydraulischen Lokomotiven mit 1.500 bis 4.080 PS angeboten. Ab 1961 wurden Diesellokomotiven in Großserie gebaut. Besonders die Lokomotive vom Typ 2TE10 (L, M, U und Unterarten) wurde mit 12.000 Einheiten zu einem der wichtigsten Loktypen in der UdSSR. Zu den in Luhansk hergestellten Lokomotiven gehören auch die Baureihen V 200 und die speziell für deutsche Verhältnisse konstruierten 130 bis 142 der Deutschen Reichsbahn.
Ab 1977 begann die Erprobung der Doppellokomotive 2TE121 mit 2 × 4.080 PS Motoren. Auf dieser Grundlage entstanden weitere Lokomotivtypen mit einer Leistung zwischen 4.080 und 6.120 PS. Zur gleichen Zeit begannen Versuche mit der Drehstromantriebstechnik und Flüssiggasantrieb. Ende der 1970er Jahre war das Unternehmen an der Kapazitätsgrenze angelangt und es mussten umfangreiche Erweiterungsbauten erfolgen. Mit 115 bis 200 Lokomotiven im Monat erreichte die Produktion einen Weltrekord.
Nach dem Zusammenbruch des Ostblocks wurde das Unternehmen am  3. Oktober 1995 unter dem Namen OAO Luhanskteplowos verstaatlicht. 2006 erfolgte die Privatisierung als ChK Luhanskteplowos (ХК Лугансктепловоз). 2007 wurden in einer Auktion zur Privatisierung von Staatsbetrieben 76 % der Aktien des stark defizitären Unternehmens von der Maschinenfabrik Brjansk ersteigert, welche zur russischen Transmaschholding gehört. Gegen den Verkauf klagten mehrere nicht zur Auktion zugelassene Mitbewerber vergeblich. Später wurde in Zweifel gezogen, ob der erzielte Verkaufserlös tatsächlich bezahlt wurde.
Durch den Russisch-Ukrainischen Krieg und die damit einhergehenden Kämpfe und Ausschreitungen in und um Luhansk kamen Produktion und Auslieferung weitgehend zum Erliegen. Die Produktionsstätten des Unternehmens befinden sich auf dem politisch wie wirtschaftlich weitgehend isolierten Gebiet der im April 2014 ausgerufenen Volksrepublik Lugansk. 2015 verlegte Luhanskteplowos seinen Geschäftssitz ins nahe Sjewjerodonezk.
Viele Maschinen wurden 2015 geplündert; der übrigbleibende Betrieb stellt mit einem kleinen Bruchteil der Beschäftigten Haustechnikwaren her nebst einigen Reparaturaufträgen.

## Bilder

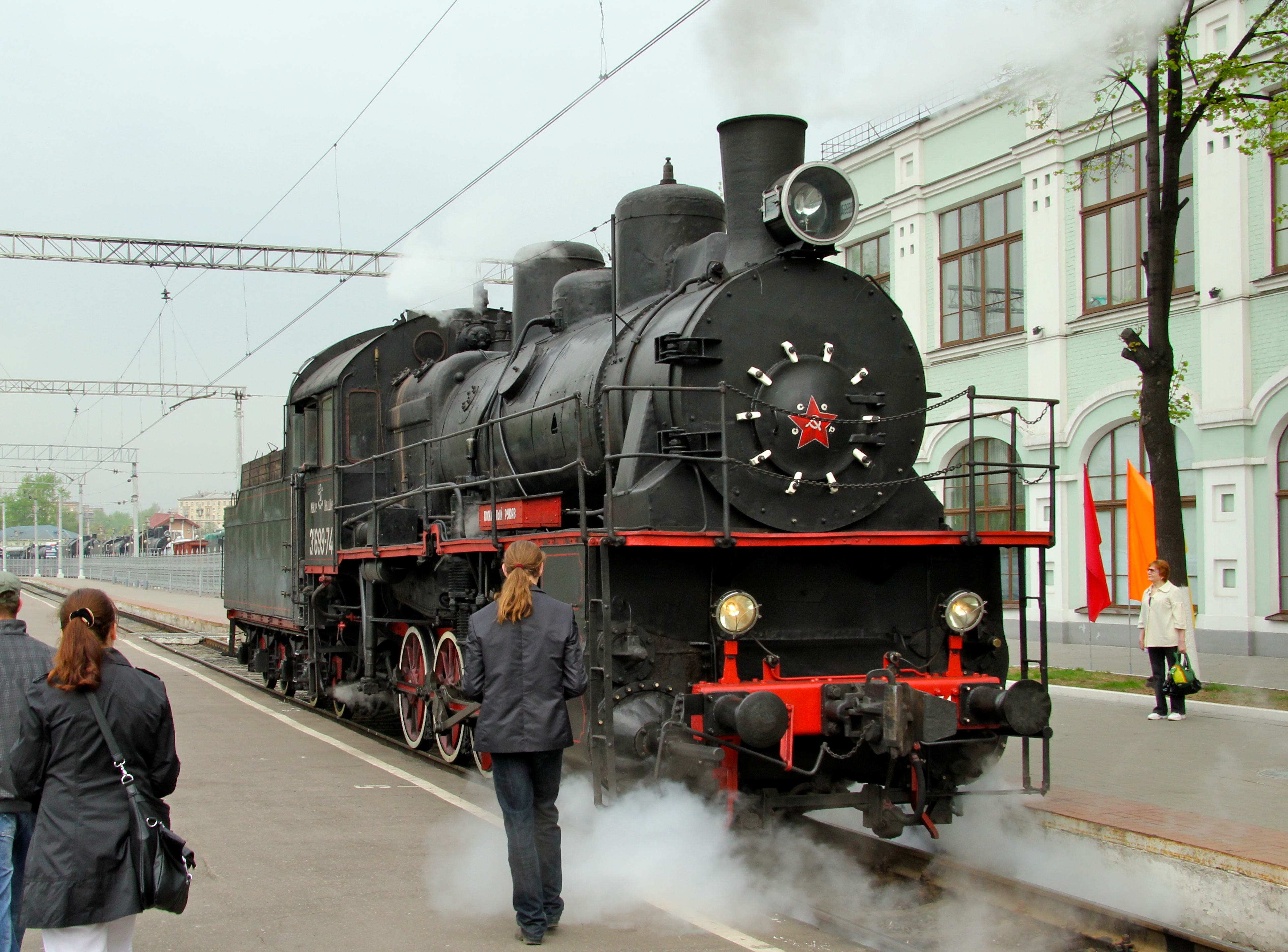
An der Entwicklung der Loks der russischen Baureihe Э ab 1909, wie auch an deren nachfolgender Produktion, war die Fabrik maßgeblich beteiligt.
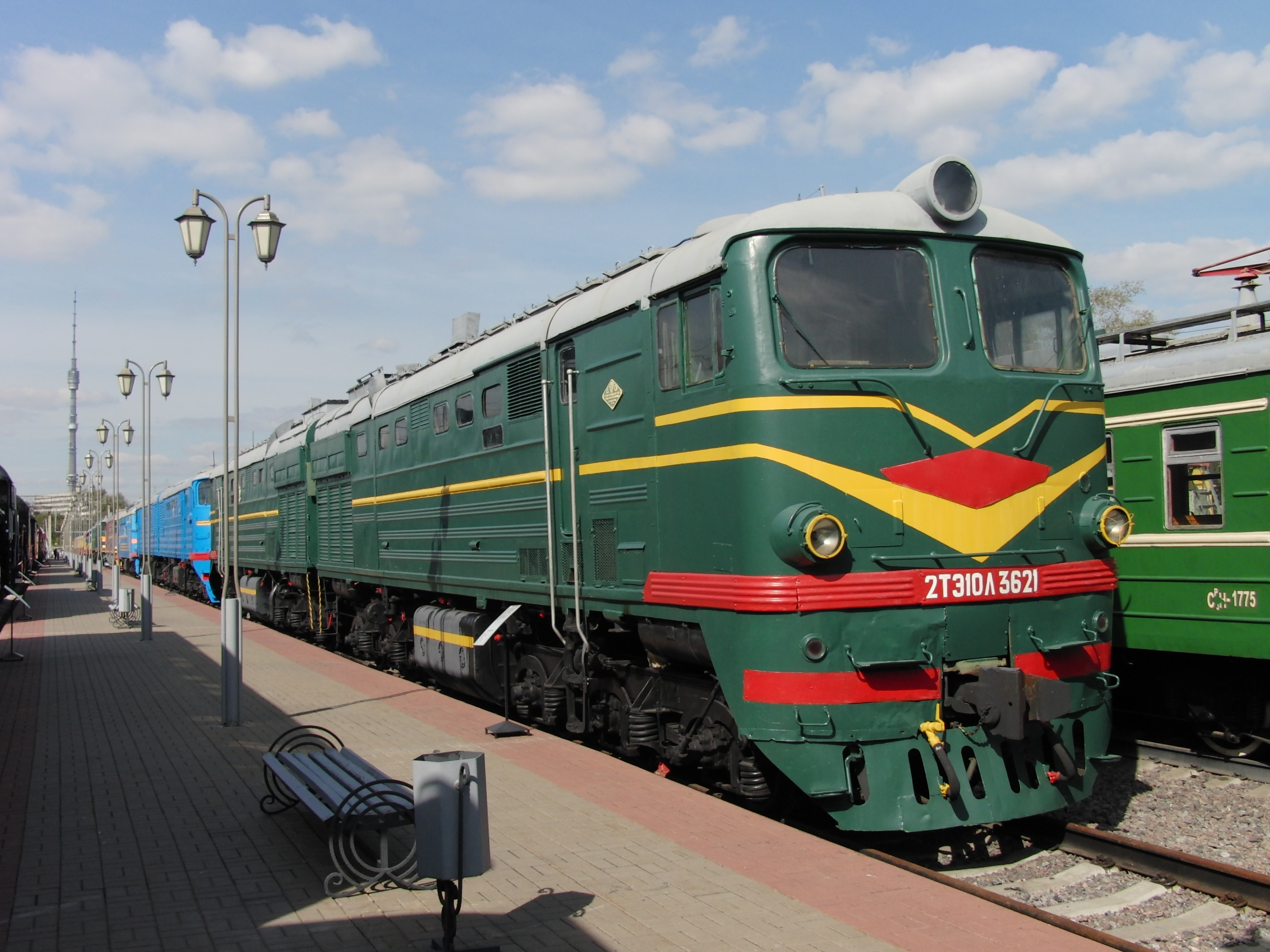
Doppellokomotiven des Typs 2TE10L, in der Sowjetunion eine der am weitest verbreiteten dieselelektrischen Triebfahrzeuge, wurden fast alle im Luhansker Werk gebaut.
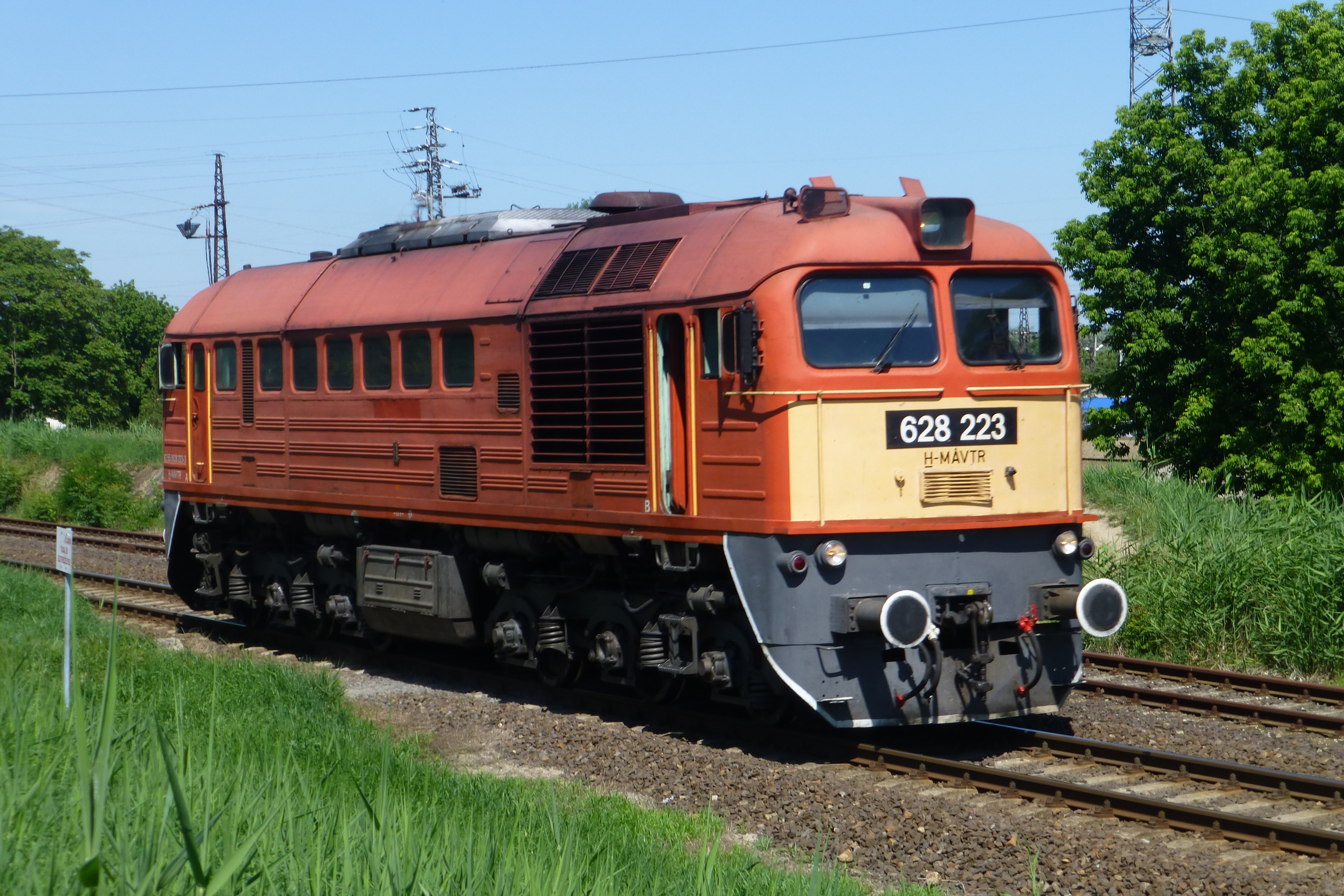
Diesellokomotive des Typs M62 („Taigatrommel“), von welchem mehr als 7100 Stück zwischen 1965 und 1980 für die Staaten des RGW und der WVO gebaut wurden. (hier: MÁV-Baureihe M62)
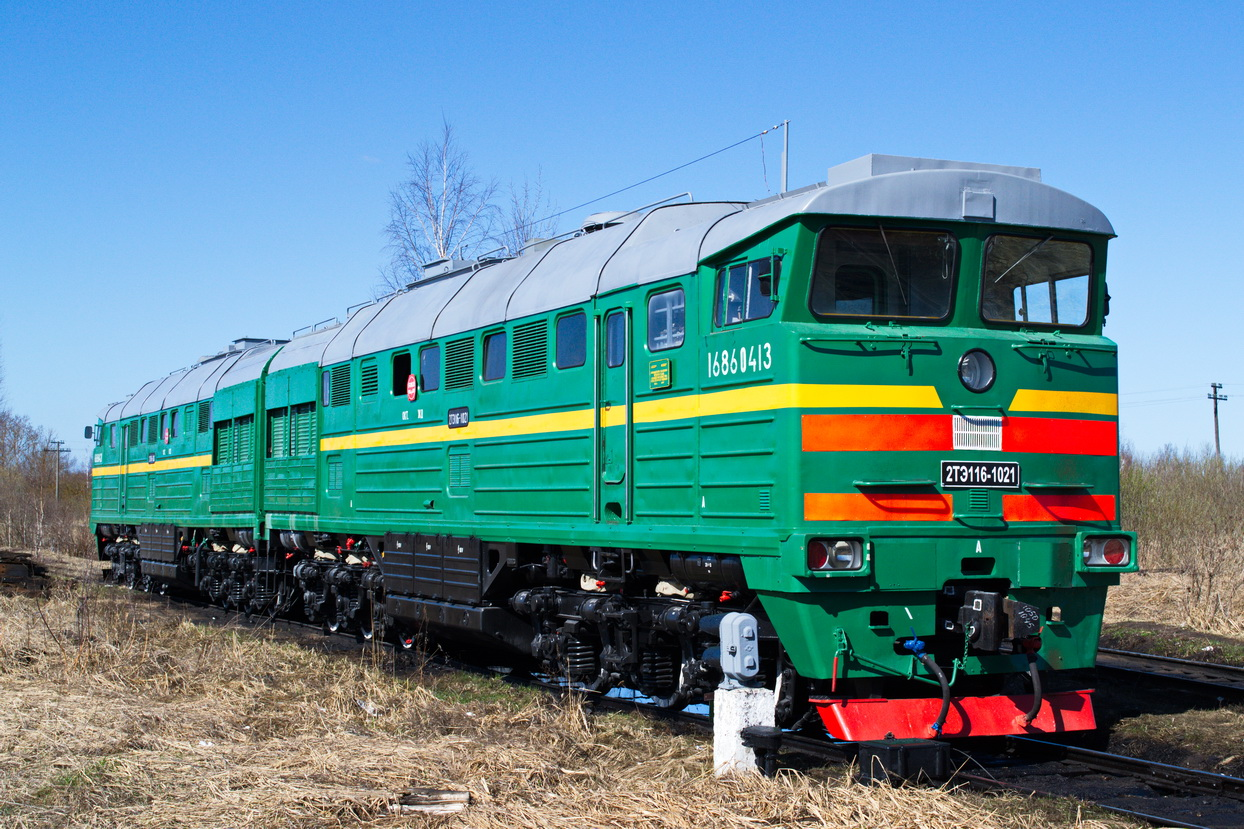
Doppellokomotive für den schweren Güterverkehr vom Typ 2TE116. Mehr als 1700 Stück dieses ab 1971 in Luhansk gebauten Typs wurden in verschiedene Sowjetrepubliken geliefert.
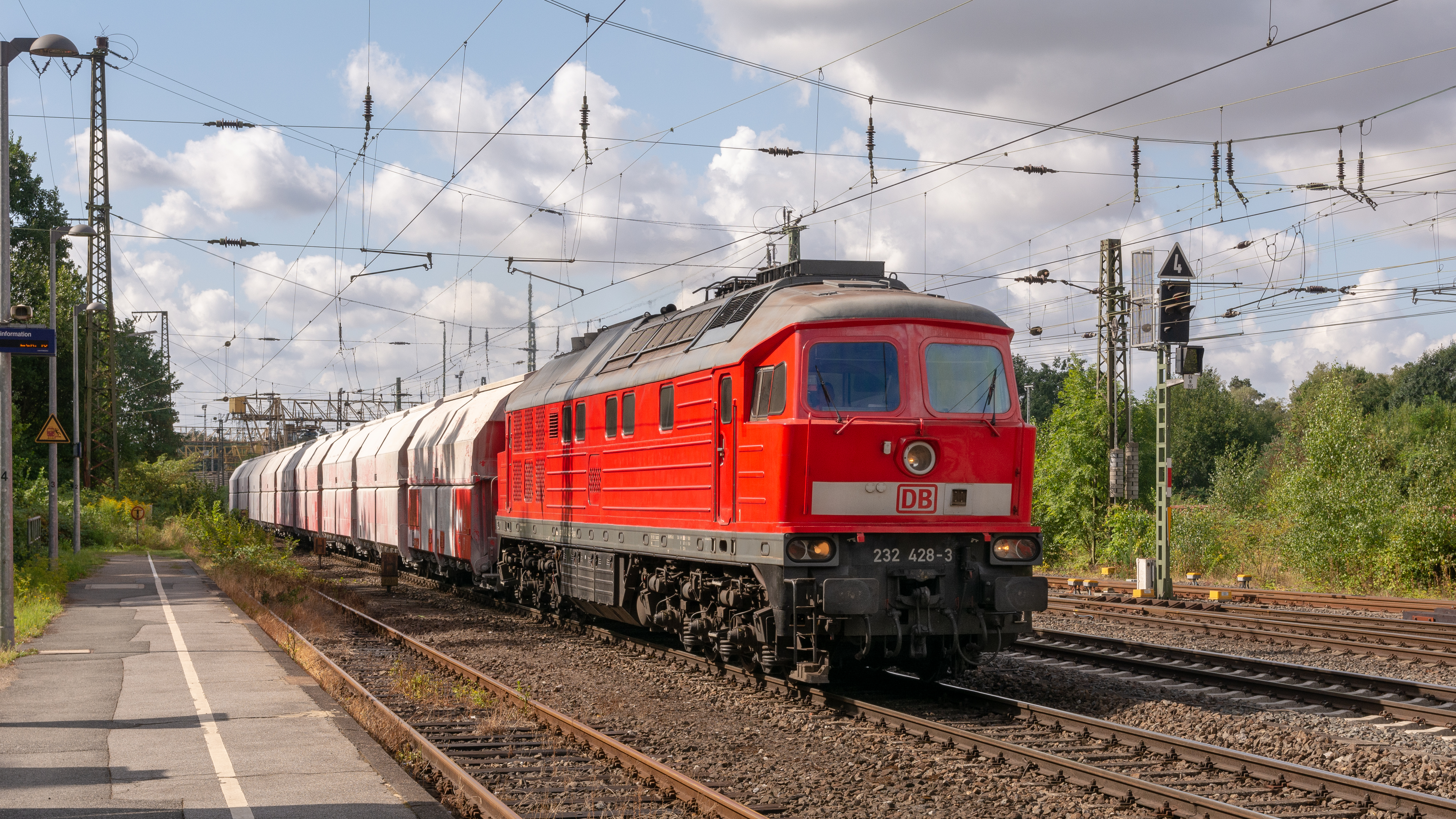
Für die Deutsche Reichsbahn entwickelte 132, eine Nachfolgebauart der Reihe TE109
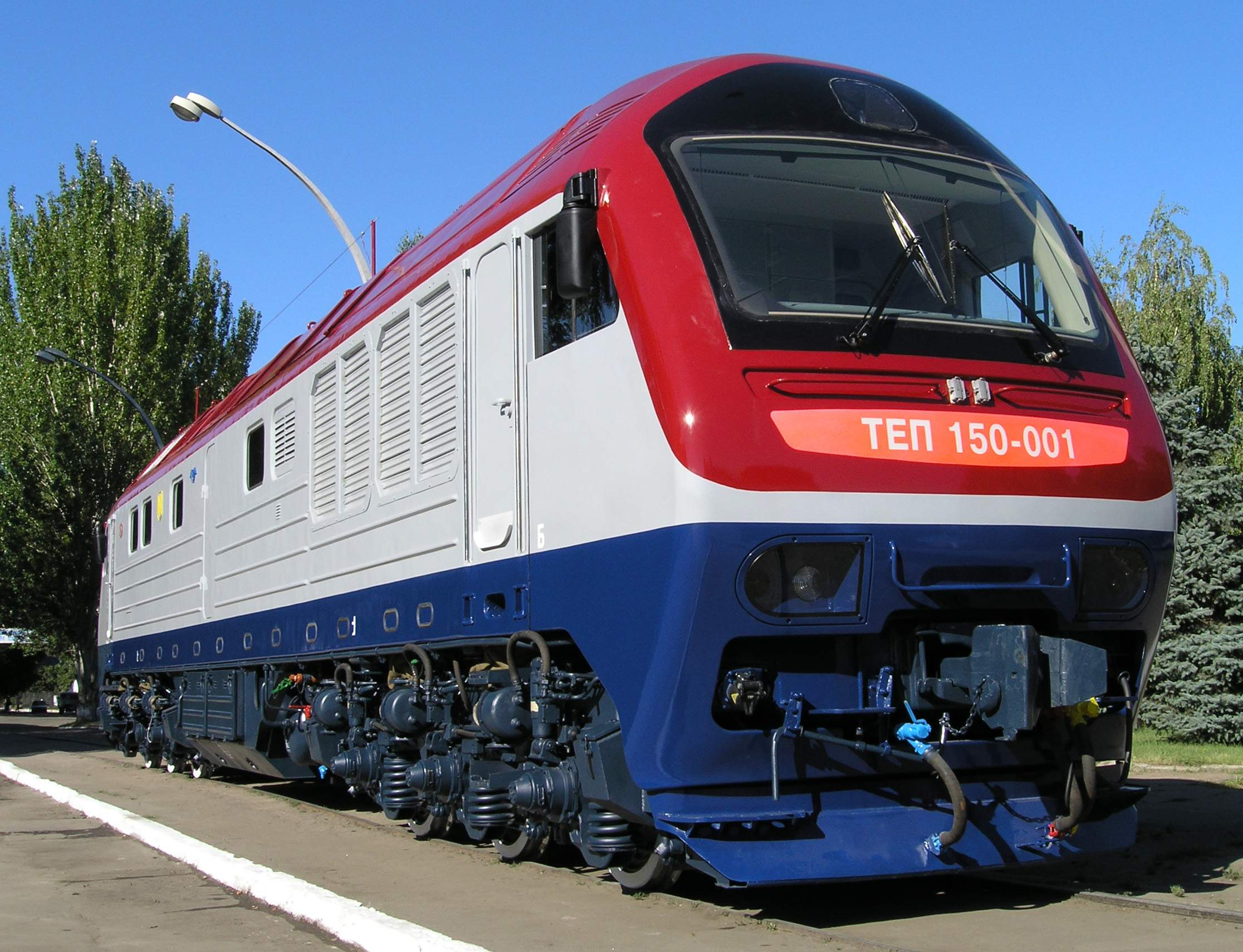
Die TEP 150.001 war die letzte Neuentwicklung vor der Schließung des Werkes